# Sapintus fulvipes
Sapintus fulvipes är en skalbaggsart som först beskrevs av Laferté-sénectère 1849.  Sapintus fulvipes ingår i släktet Sapintus och familjen kvickbaggar. Inga underarter finns listade i Catalogue of Life.